# Trzciniak popielaty
Trzciniak popielaty (Acrocephalus aequinoctialis) – gatunek małego ptaka z rodziny trzciniaków (Acrocephalidae). Endemit Kiribati. Zagrożony wyginięciem.

## Systematyka
Wyróżniono dwa podgatunki A. aequinoctialis:
- Acrocephalus aequinoctialis aequinoctialis – Kiritimati.
- Acrocephalus aequinoctialis pistor – Teraina i Tabuaeran.

## Występowanie
Gatunek ten występuje endemicznie na dwóch atolach należących do Republiki Kiribati: Kiritimati i Terainie. Do roku 1972 zamieszkiwał również Tabuaeran, lecz został tam doszczętnie wytępiony.

## Morfologia
Długość ciała ok. 15 cm, masa ok. 19 g. Umaszczenie w przeważającej mierze szare, z białymi końcówkami piór. Brak widocznego dymorfizmu płciowego, osobniki juwenilne są nieco jaśniejsze od dorosłych. Podgatunek A. a. pistor jest większy od nominatywnego.

## Ekologia i zachowanie
Biotop
Zasiedla otwarte przestrzenie porośnięte drzewem Heliotropium foertherianum (4–6 metrów wysokości) z domieszką gęstych zarośli i palm kokosowych.
Lęgi
Sezon lęgowy trwa od lutego do lipca. Samica składa od 2 do 4 jaj w gnieździe umieszczonym tuż pod koroną drzewa Heliotropium foertherianum.
Pożywienie
Trzciniak popielaty żywi się głównie owadami (muchami, ważkami) oraz niewielkimi jaszczurkami.
Zachowanie
Większość czasu spędza żerując na ziemi bądź w niskich partiach drzew i krzewów. Jest gatunkiem osiadłym.

## Status zagrożenia
Ze względu na niewielką powierzchnię areału lęgowego (dwie wyspy mają łącznie 336 km²), trzciniak popielaty od 2009 roku uznawany jest przez IUCN za gatunek zagrożony (EN, Endangered). Badania sugerują, że jedna para zajmuje terytorium o wielkości od 1,8 do 2,3 ha. Biorąc pod uwagę fakt, że gatunek nie występuje na znaczących obszarach na obu wyspach oraz występuje rzadziej na obszarach z dużą ilością naturalnych wrogów, populację trzciniaka popielatego szacuje się na 2500–9999 dorosłych osobników.
Głównym zagrożeniem dla trzciniaków popielatych są introdukowane na wyspy szczury i koty oraz wypalanie terenów pod uprawę palm kokosowych powodujące degradację środowiska naturalnego.